# Amauris makuyuensis
Amauris makuyuensis är en fjärilsart som beskrevs av Robert H. Carcasson 1964. Amauris makuyuensis ingår i släktet Amauris och familjen praktfjärilar. Inga underarter finns listade i Catalogue of Life.